# Polski Kontyngent Wojskowy na Łotwie (2006)
Polski Kontyngent Wojskowy w składzie Sił Sojuszniczych Organizacji Traktatu Północnoatlantyckiego w operacji wsparcia wojskowego Republiki Łotewskiej (PKW Łotwa) – wydzielony komponent Sił Zbrojnych RP, przeznaczony do ochrony chemicznej szczytu NATO w Rydze w 2006 roku.

## Historia
W związku z rosnącym zagrożeniem terrorystycznym dowództwo NATO i władze łotewskie zdecydowały o zwiększeniu ochrony odbywającego się w dniach 28-29 listopada 2006 szczytu NATO w Rydze. W skład lokalnych i sojuszniczych sił bezpieczeństwa weszło ok. 9 tys. żołnierzy i funkcjonariuszy. NATO przeprowadziło operację lotniczą Peaceful Summit przy udziale ok. 450 lotników, a na Łotwę zostały skierowane Siły Odpowiedzi NATO (SON) z Wielonarodowym Batalionem OPBMR. 
Do wsparcia sił sojuszniczych został skierowany Polski Kontyngent Wojskowy, liczący ok. 95 żołnierzy i pracowników wojska z 4 pułku chemicznego, 10 Brygady Logistycznej i Sił Powietrznych pod dowództwem ppłk. Andrzeja Żmudy (wcześniej dowódcy kontyngentu wojskowego wchodzącego w skład sił NATO w ramach operacji wsparcia bezpieczeństwa w trakcie letnich igrzysk olimpijskich w Atenach w 2004). Trzon kontyngentu stanowił 40-osobowy pluton likwidacji skażeń z 4 pułku chemicznego, pełniący dyżur w ramach 7. zestawu Sił Odpowiedzi NATO. Do zadań polskiego kontyngentu należało wsparcie łotewskich sił i służb bezpieczeństwa w przypadku użycia groźnych dla życia substancji chemicznych i likwidacji ich skutków oraz w sytuacji ewentualnej ewakuacji personelu i delegatów szczytu.

## Struktura organizacyjna
- Dowództwo i sztab PKW - ppłk Andrzej Żmuda
  - pluton likwidacji skażeń (4 Pułk Chemiczny)
  - pluton logistyczny (10 Brygada Logistyczna)

## Gwiazda Załóg Lotniczych
Od 5 sierpnia 2012 żołnierzom Sił Powietrznych wchodzącym w skład PKW Łotwa przysługuje pamiątkowe odznaczenie zwane Gwiazdą Załóg Lotniczych.

Baretka Gwiazdy Załóg Lotniczych